# Leucania tibetensis
Leucania tibetensis är en fjärilsart som beskrevs av Márton Hreblay. Leucania tibetensis ingår i släktet Leucania och familjen nattflyn. Inga underarter finns listade i Catalogue of Life.